# Symplocos azuensis
Symplocos azuensis är en tvåhjärtbladig växtart som beskrevs av D.H. Mai. Symplocos azuensis ingår i släktet Symplocos och familjen Symplocaceae. Inga underarter finns listade i Catalogue of Life.